# Superprestige 1991-1992
Navigation
1990-1991 1992-1993
La 10e édition du Superprestige s'est déroulée entre les mois d'octobre 1991 et février 1992. Elle comprenait onze manches disputées par les élites. Le classement général a été remporté par Radomír Šimůnek sr. pour la deuxième année consécutive.

## Barème
Les 15 premiers de chaque course marquent des points pour le classement général suivant le tableau suivant :
| Position           | 1er | 2e | 3e | 4e | 5e | 6e | 7e | 8e | 9e | 10e | 11e | 12e | 13e | 14e | 15e |
| Classement général | 15  | 14 | 13 | 12 | 11 | 10 | 9  | 8  | 7  | 6   | 5   | 4   | 3   | 2   | 1   |

## Hommes élites

### Résultats
| #  | Date         | Lieu                                       | Vainqueur           | Deuxième            | Troisième           | Leader du classement général |
| -- | ------------ | ------------------------------------------ | ------------------- | ------------------- | ------------------- | ---------------------------- |
| 1  | 1er octobre  | Valkenswaard (Cyclo-cross de Valkenswaard) | Radomír Šimůnek sr. | Pascal Van Riet     | Karel Camrda        | Radomír Šimůnek sr.          |
| 2  | 10 octobre   | Plzeň (Grand Prix Škoda)                   | Radomír Šimůnek sr. | Daniele Pontoni     | Pavel Elsnic        | Radomír Šimůnek sr.          |
| 3  | 1er novembre | Gieten (Cyclo-cross de Gieten)             | Danny De Bie        | Radomír Šimůnek sr. | Paul De Brauwer     | Radomír Šimůnek sr.          |
| 4  | 15 novembre  | Zarautz (Cyclo-cross de Zarautz)           | Peter Hric          | Thomas Frischknecht | Henrik Djernis      |                              |
| 5  | 1er décembre | Diegem (Cyclo-cross de Diegem)             | Danny De Bie        | Radomír Šimůnek sr. | Daniele Pontoni     |                              |
| 6  | 15 décembre  | Overijse (Druivencross)                    | Thomas Frischknecht | Daniele Pontoni     | Radovan Fořt        |                              |
| 7  | 20 décembre  | Rome (Cyclo-cross de Rome)                 | Daniele Pontoni     | Radomír Šimůnek sr. | Radovan Fořt        |                              |
| 8  | 10 janvier   | Gavere (Cyclo-cross d'Asper-Gavere)        | Huub Kools          | Adrie van der Poel  | Danny De Bie        |                              |
| 9  | 20 janvier   | Zillebeke (Cyclo-cross de Zillebeke)       | Radomír Šimůnek sr. | Pascal Van Riet     | Filip Vanluchem     |                              |
| 10 | 1er février  | Wetzikon (GP Wetzikon)                     | Thomas Frischknecht | Radomír Šimůnek sr. | Beat Wabel          | Radomír Šimůnek sr.          |
| 11 | 15 février   | Harnes (Cyclo-cross de Harnes)             | Martin Hendriks     | Radomír Šimůnek sr. | Thomas Frischknecht | Radomír Šimůnek sr.          |

### Classement général
| Pos | Coureur             | Points |
| --- | ------------------- | ------ |
| 1   | Radomír Šimůnek sr. | 134    |
| 2   | Danny De Bie        | 109    |
| 3   | Frank van Bakel     | 84     |
| 4   | Thomas Frischknecht | 76     |
| 5   | Daniele Pontoni     | 73     |
| 6   | Martin Hendriks     | 67     |
| 7   | Radovan Fořt        | 61     |
| 8   | Pascal Van Riet     | 54     |
| 9   | Huub Kools          | 50     |
| 10  | Paul De Brauwer     | 42     |